# AHA TORO
AHA TORO，中文名叫雅哈多罗，是墨西哥的龙舌兰酒品牌，由哈里斯科的玛利亚耶稣的一个小乡村里的Destilados Olé（欧雷蒸馏厂）酿造。

## 类别
龙舌兰酒主要包括特基拉酒、梅斯卡爾酒和普逵酒。AHA TORO是其中的特基拉酒中的一种，在墨西哥当地或者国际上都最出名。

## 制作
龙舌兰（Agave，墨西哥当地人又称其为Maguey）是种墨西哥原生的特殊植物。龙舌兰拥有很大型的茎部，当地人称为龙舌兰的心，其长相非常像是一颗巨大的凤梨，内部多汁富含糖分，因此非常适合被用来发酵酿酒。它们生长在哈里斯科高原上，在阿兰达斯以外2100米海拨的地方。哈里斯科高原是一个寒冷的半干旱地带，是蓝色龙舌兰生长的最理想的地方，那里的气候条件和土壤条件可以保持龙舌兰的凉爽，延长它独特的香气和味道，并用糖分和营养使其在这片受恩赐的土地上富足起来。龙舌兰成熟后被割下送至酒厂，取下果实并切成碎块，放入高压锅内加热加压，蒸出胶液来，加糖、发酵，三天后取出，在经过两度的蒸馏，制成了无色透明而醉人的甘露。然后放入橡木桶陈酿，陈酿时间不同，颜色和口味差异很大，白色者未经陈酿，银白色贮存期最多3年，金黄色酒贮存至少2一4年，特级特基拉需要更长的贮存期。。

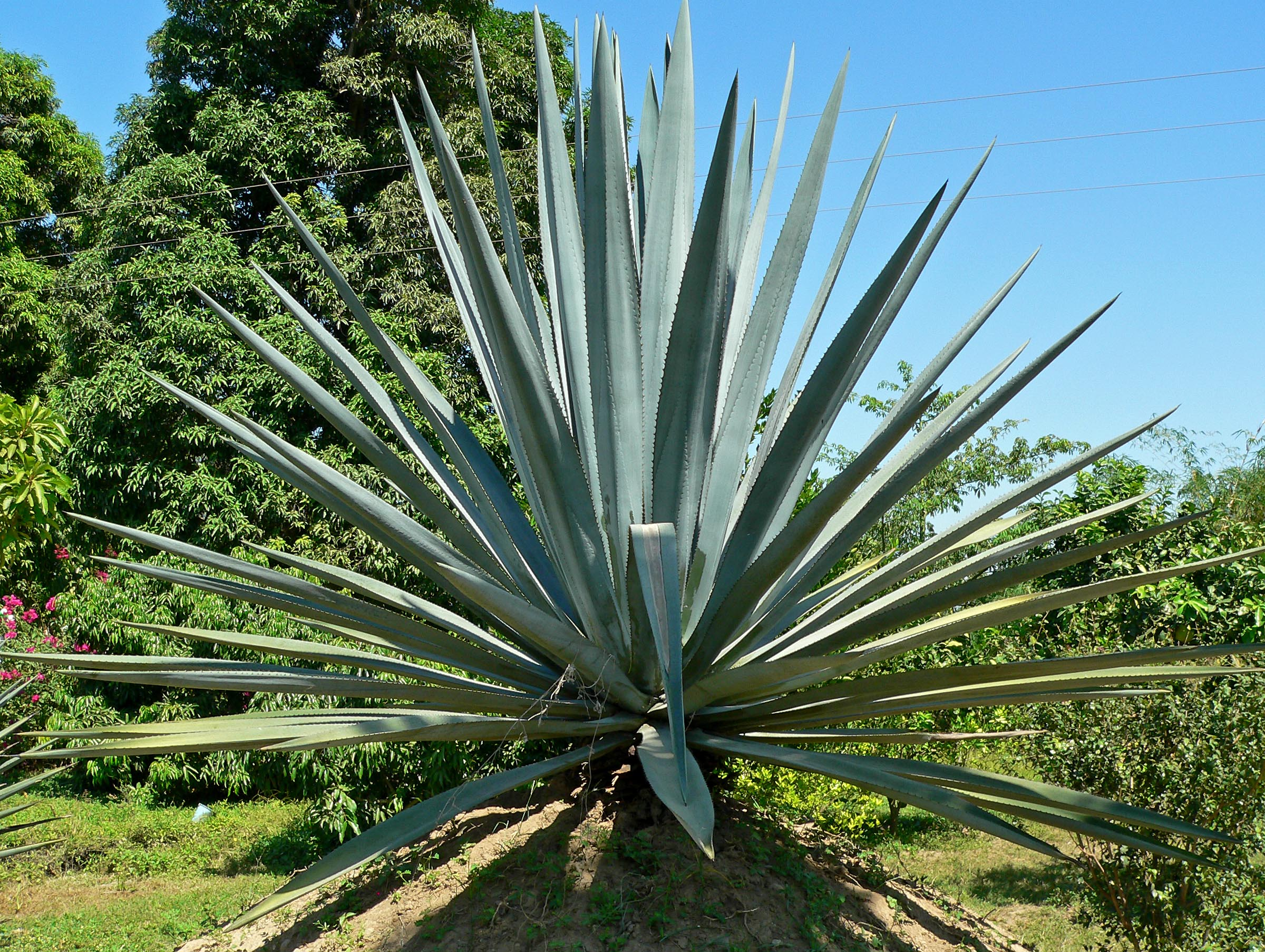

## 饮用方法
龙舌兰酒是墨西哥的国酒，常用于纯饮。另外通常在饮酒的时候还可以有其它的搭配方法，如：龙舌兰酒+冰，龙舌兰酒+盐+柠檬，龙舌兰酒+雪碧••••••。